# Rhosus (schip, 1986)

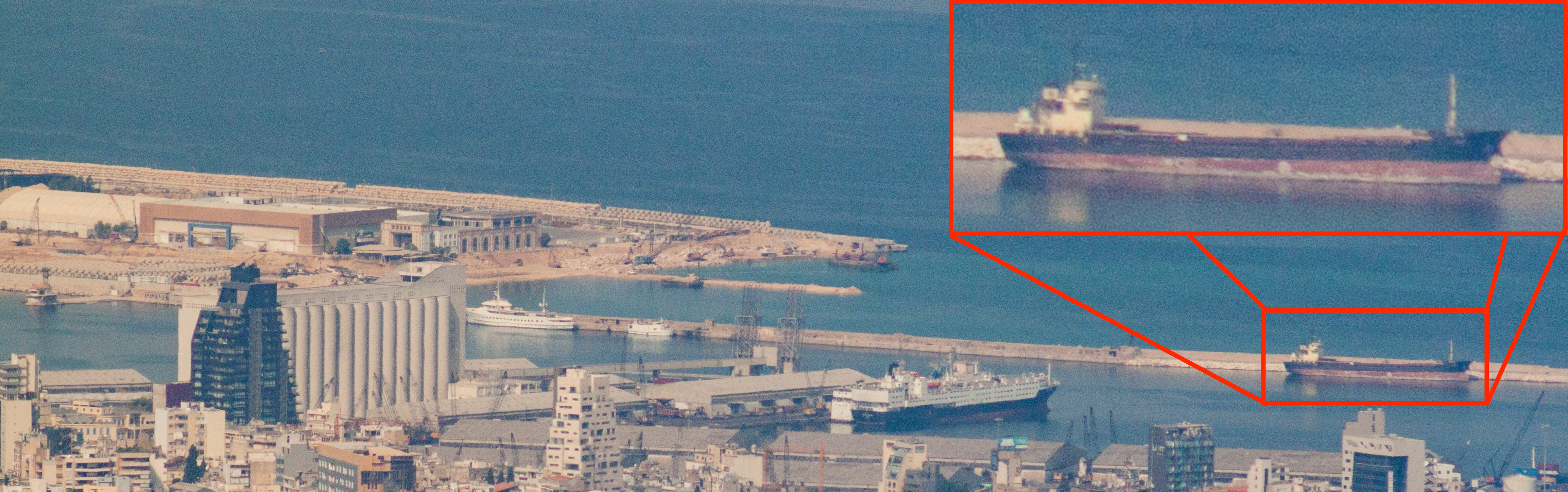
MV Rhosus (rechts) in oktober 2017 in de haven van Beiroet

De Rhosus is een vrachtschip dat in 1986 door Tokuoka Shipbuilding gebouwd is in Japan. Het heeft een laadvermogen van 1900 ton. Tot 2008 kende het schip vijf opeenvolgende benamingen. Doorgaans wordt het aangeduid als de MV Rhosus, waarbij MV staat voor "motor vessel" (Nederlands: motorschip). 
Een in 2013 in beslag genomen vracht van het schip, leidde op 4 augustus 2020 tot een zeer grote explosie in de haven van Beiroet die minstens 190 doden en ruim 6.500 gewonden eiste en grootschalige schade door de hele stad aanrichtte. Het schip was voorheen eigendom van de Russische zakenman Igor Gretsjoesjkin en vertrok in september 2013, onder de vlag van Moldavië, met een vracht van 2750 ton ammoniumnitraat vanuit Georgië naar Mozambique. Het schip voer echter onverwacht, waarschijnlijk wegens technische problemen, naar Libanon en werd in de haven van Beiroet vastgehouden omdat het na inspectie niet zeewaardig werd bevonden. De eigenaar van het schip verleende geen verdere medewerking en de eigenaar van de vracht deed afstand van de lading. In 2014 waren er nog vier bemanningsleden aan boord die geen toestemming kregen van de havenautoriteiten om het schip te verlaten. Na een rechtszaak kreeg de bemanning alsnog toestemming om het schip te verlaten. Het ammoniumnitraat werd in beslag genomen en opgeslagen in een loods aan de haven van Beiroet.
In 2020 is het schip op papier nog in de vaart, maar het is in werkelijkheid in februari 2018 gezonken in de haven van Beiroet. Het lege en onbewaakte schip werd in 2015 zo'n 300 meter verderop langs de pier verplaatst, waar het zo'n 3 jaar bleef liggen. Het begon echter te lekken en in februari 2018 begon het te zinken. In enkele dagen was het onder water verdwenen. De autoriteiten hebben het schip nooit uit de hoek van de haven verwijderd, omdat het het scheepvaartverkeer niet leek te hinderen.
De vlaggenstaat is vanaf 1 juni 2018 onzeker volgens Equasis. Het Water Transport Agency van Moldavië ontkende op 5 augustus 2020 dat er een schip onder Moldavische vlag betrokken was bij de explosie in Beiroet. Volgens het Agentschap was de Rhosus op 23 februari 2012 in het scheepsregister opgenomen, maar het voer sinds 2014 niet meer onder de vlag van Moldavië omdat het ambtshalve uit het register was geschrapt vanwege verlopen registratiedocumenten. Volgens het Agentschap was de eigenaar een bedrijf dat in Panama is geregistreerd en voer het schip in rompbevrachting voor een bedrijf van de Marshall Eilanden.